# Amphinome bruguieresi
Amphinome bruguieresi är en ringmaskart som beskrevs av Jean Louis Armand de Quatrefages de Bréau 1866. Amphinome bruguieresi ingår i släktet Amphinome och familjen Amphinomidae. Inga underarter finns listade i Catalogue of Life.